# Tamaulipeca clypeator
Tamaulipeca clypeator är en stekelart som beskrevs av Dmitriy R. Kasparyan och Hernandez 2001. Tamaulipeca clypeator ingår i släktet Tamaulipeca och familjen brokparasitsteklar. Inga underarter finns listade i Catalogue of Life.